# Porphyrinia albina
Porphyrinia albina là một loài bướm đêm trong họ Noctuidae.